# Lala Deen Dayal
Lala Deen Dayal, también conocido como Raja Deen Dayal (1844 - 5 de julio de 1905) fue un fotógrafo indio.
Tras sus estudios trabajó como ingeniero civil en el departamento de Obras Públicas de Indore, así como dedicándose al dibujo. Entre sus primeros trabajos fotográficos se encuentran una colección de 86 imágenes sobre los más destacados monumentos del centro de la India, muchos de los cuales ya no existen.
Abrió su primer estudio fotográfico en Indore animado por el Maharaha Tukoji II y su éxito profesional posterior le permitió abrir estudios fotográficos en ciudades como Secunderabad, Bombay y Chennai. En 1985 recibió el título de Raja del Nizam de Hyderabad Fath Jang Mahbub Ali Khan Asif Jah VI. El trabajo en sus estudios fueron retratos de personalidades de la sociedad india y británica, estando considerado el de Bombay como el más lujoso de la India. En 1887 fue declarado fotógrafo de la Reina Victoria.
Recibió numerosos premios entre los que se incluyen medallas de plata en la muestra de Jeypore de 1883 y en la de Calcuta de 1889, medallas de oro en las de Poona y Calculta de 1888 y 1889 y con carácter internacional premios en las exposiciones de Londres de 1886 y 1891 y en la de Chicago de 1894.
Sus estudio continúo abierto tras su muerte al encargarse del mismo su familia.